# Passo dell'Aprica
Il passo dell'Aprica (1 181 m s.l.m.) è un valico alpino della Lombardia posto a cavallo tra Valtellina e val Camonica, tra le Alpi Orobie e le Alpi Retiche Meridionali, che separa le province di Brescia e Sondrio. A causa dell'altitudine non eccessiva e dei versanti relativamente dolci, ha da sempre rappresentato la via di comunicazione preferenziale per collegare l'alta Valtellina alla pianura padana centro-orientale; le alternative sono infatti il passo del Gavia ed il passo del Mortirolo, che si trovano ad altitudini maggiori, presentano tracciati ben più impegnativi e sono peraltro soggetti a chiusura nei mesi invernali. Al valico si trova l'omonimo comune, rinomato centro turistico.

## Sport
Nei mesi invernali è possibile praticare lo sci alpino, mentre in quelli estivi è possibile effettuare escursioni a piedi o in bicicletta.
Al passo sono arrivate numerose tappe del Giro d'Italia:
| Anno | Giorno    | Tappa | Partenza da          | Vincitore         | Nazione   |
| ---- | --------- | ----- | -------------------- | ----------------- | --------- |
| 1962 | 3 giugno  | 15ª   | Moena                | Vittorio Adorni   | Italia    |
| 1990 | 7 giugno  | 17ª   | Moena                | Leonardo Sierra   | Venezuela |
| 1991 | 10 giugno | 15ª   | Morbegno             | Franco Chioccioli | Italia    |
| 1994 | 5 giugno  | 15ª   | Merano               | Marco Pantani     | Italia    |
| 1996 | 3 giugno  | 21ª   | Cavalese             | Ivan Gotti        | Italia    |
| 1999 | 3 giugno  | 21ª   | Madonna di Campiglio | Roberto Heras     | Spagna    |
| 2006 | 27 maggio | 20ª   | Trento               | Ivan Basso        | Italia    |
| 2010 | 28 maggio | 19ª   | Brescia              | Michele Scarponi  | Italia    |
| 2022 | 24 maggio | 16ª   | Salò                 | Jan Hirt          | Rep. Ceca |